# Grand Prix du comptoir des tissus
Le Grand Prix du comptoir des tissus est une ancienne course cycliste française, organisée de 1950 à 1957 autour de la ville de Valence, située dans le département de la Drôme.
En 1955, cette course, dites aussi Grand Prix du comptoir des tissus / Valence, prend le nom de Grand Prix de la Ville, en 1956, celui de Grand Prix de la Ville et des Grandes Marques et en 1957, le Prix des Grandes Marques.

## Palmarès
| Année | Vainqueur         | Deuxième          | Troisième         |
| ----- | ----------------- | ----------------- | ----------------- |
| 1950  | Edgar Hehlen      | Marius Vial       | Jean Rambaudi     |
| 1951  | Antonin Canavèse  | Paul Néri         | Angelo Colinelli  |
| 1952  | Antonin Canavèse  | Siro Bianchi      | Antonin Rolland   |
| 1953  | Jean Forestier    | Antonin Canavèse  | Jean Hobjanian    |
| 1954  | Manuel Folch      | Lucien René Faure | Adolphe Pezzuli   |
| 1955  | Lucien René Faure | André Lamande     | François Vineglia |
| 1956  | Raymond Elena     | Siro Bianchi      | Stéphane Klimek   |
| 1957  | Carlo Conficoni   | René Vallat       | Stéphane Klimek   |